# Дем (коммуна)
Дем (фр. Deyme, окс. Dèime) — коммуна во Франции, находится в регионе Юг — Пиренеи. Департамент — Верхняя Гаронна. Входит в состав кантона Монжискар. Округ коммуны — Тулуза.
Код INSEE коммуны — 31161.

## География
Коммуна расположена приблизительно в 610 км к югу от Парижа, в 16 км к юго-востоку от Тулузы.
По территории коммуны проходит Южный канал.

## Климат
Климат умеренно-океанический. Зима мягкая и снежная, весна характеризуется сильными дождями и грозами, лето сухое и жаркое, осень солнечная. Преобладают сильные юго-восточные и северо-западные ветры.

## Население
Население коммуны на 2010 год составляло 855 человек.
| 1962 | 1968 | 1975 | 1982 | 1990 | 1999 | 2010 |
| ---- | ---- | ---- | ---- | ---- | ---- | ---- |
| 164  | 193  | 260  | 430  | 652  | 835  | 855  |

## Администрация
| Период | Период | Фамилия         | Партия | Примечания |
| ------ | ------ | --------------- | ------ | ---------- |
| 2001   | 2008   | Поль Добез      |        |            |
| 2008   | 2020   | Мишель Вальверд |        |            |

## Экономика
В 2010 году среди 589 человек трудоспособного возраста (15—64 лет) 465 были экономически активными, 124 — неактивными (показатель активности — 78,9 %, в 1999 году было 74,0 %). Из 465 активных жителей работали 438 человек (239 мужчин и 199 женщин), безработных было 27 (13 мужчин и 14 женщин). Среди 124 неактивных 60 человек были учениками или студентами, 46 — пенсионерами, 18 были неактивными по другим причинам.

## Достопримечательности
- Церковь Св. Марии Магдалины
- Акведук Жонкас[англ.] (1734 год). Исторический памятник с 1998 года[4]
- Мост Дем через Южный канал (XVII век). Исторический памятник с 1998 года[5]

## Фотогалерея

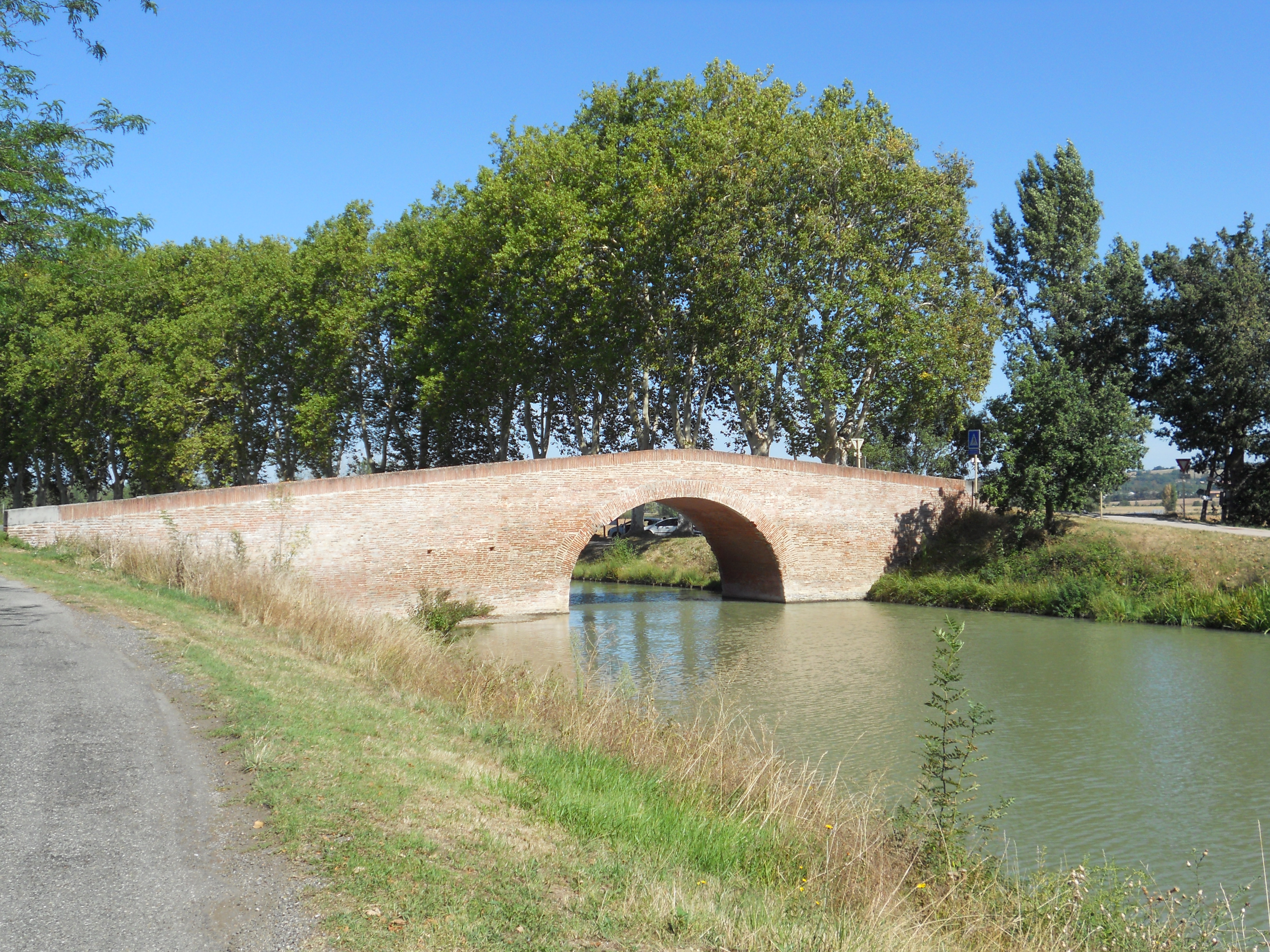
Мост Дем
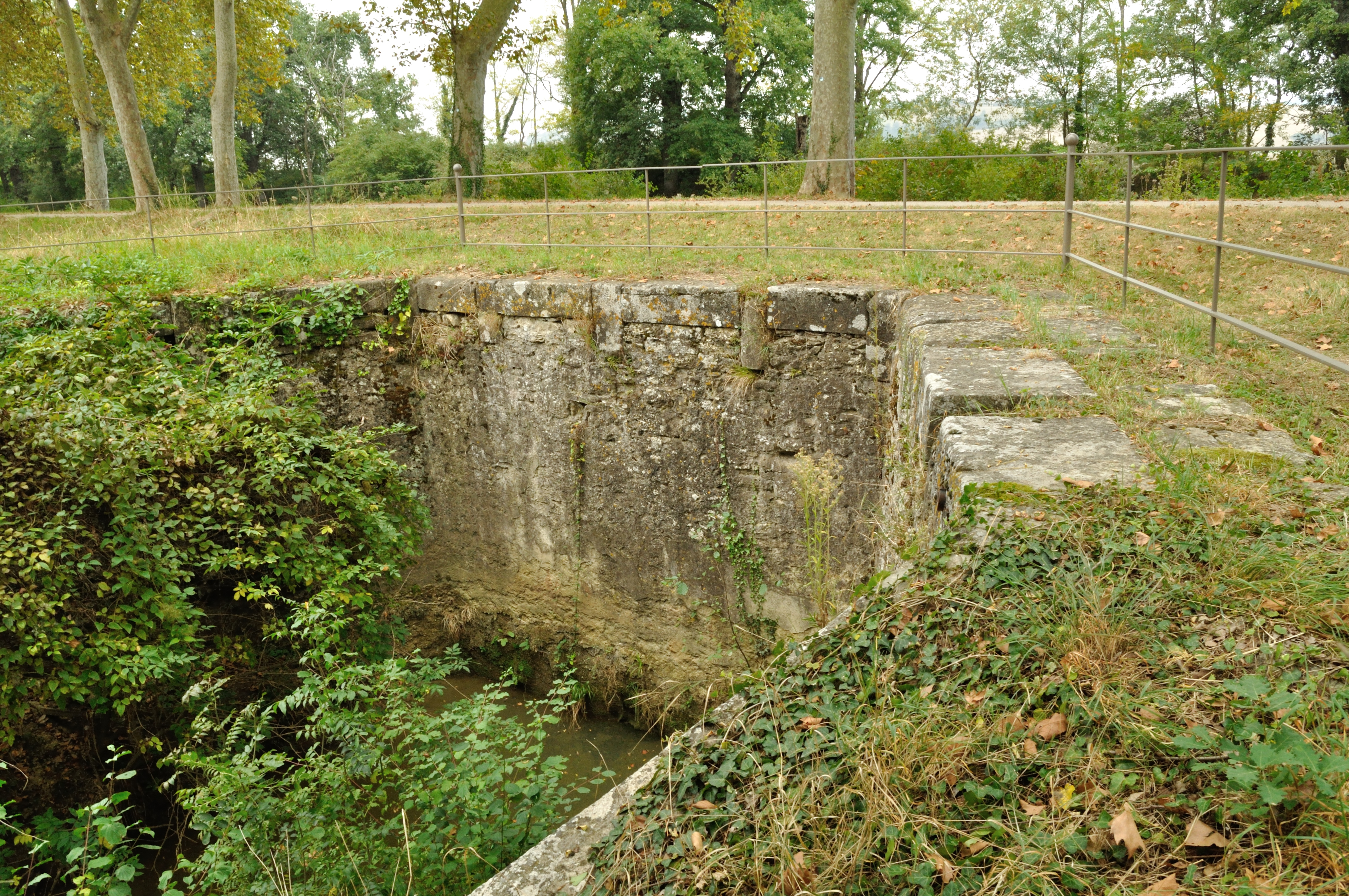
Акведук Жонкас
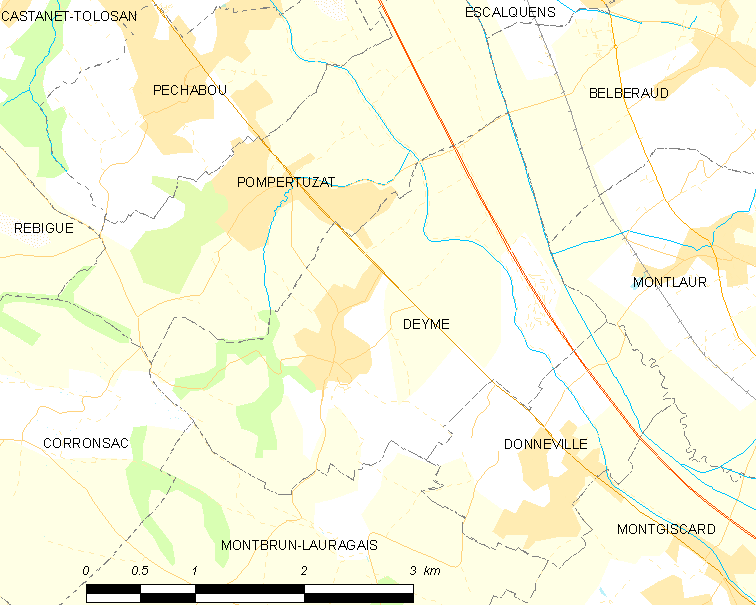
Карта коммуны